# Paris-Bordeaux Jernbane
Jernbanen fra Paris til Bordeaux er en 584 kilometer lang hovedåre i det franske jernbanenet, der forbinder Paris med havnebyen Bordeaux via Tours og Orléans. Jernbanen åbnedes i flere etaper mellem 1840 og 1853. Den sidste etape der færdiggjordes var etapen mellem Poitiers og Angoulême. Åbningen af højhastighedslinjen LGV Atlantique fra Paris til Tours i 1989, har reduceret betydningen af denne strækning, der dermed betød færre passagertog.
Strækningens officielle nummer er 570 000. Strækningen er en af de mest benyttede jernbaner i Frankrig, og har været benyttet lige siden åbningen af den. Tilmed er den også en af de mest succesfulde "klassiske" jernbaner, i form af fravær af jernbaneoverskæringer, tophastighed visse steder 220 km/t, store kurveradier, sektioner med 4 spor og m.m. Jernbanen er elektrificeret med enfaset 1500V=.

## Historie
Sektionerne Paris-Orléans og Orléans-Bordeaux blev i første omgang bygget og udnyttet af to forskellige virksomheder, der begge blev en del af Chemin de Fer de Paris à Orleans i 1852. Den første sektion der åbnedes i 1840, ledte fra Paris til Juvisy-sur-Orge, en forstad sydfor. Linjen blev udvidet til Orléans i 1843. Tours nåede man frem til i 1846, og i 1851 kom man til Poitiers. I 1852 færdiggjordes Bordeaux-Angoulême, og til slut færdiggjordes den sidste sektion Angoulême-Poitiers i 1853.
Paris-Gare d'Austerlitz er ene af de oprindelige endestationer, denne opførtes i 1840. I anledning af Exposition Universelle i 1900 åbnedes en ny banegård med en mere central beliggenhed i Paris. Den rigt udsmykkede banegård, Gare d'Orsay, benyttedes kun af elektriske tog. Efter 1939 benyttede forstadstog i banegården. I 1986 ombyggedes banegården til et museum, der udstiller i dag kunst fra det 19. århundrede. Efter 1986 til nu er Gare d'Austerlitz igen endestation. I dag opereres Paris-Bordeaux af SNCF.

## Trafik
Strækningen befærdes hovedsageligt af passagertog; fra Paris til Étampes opererer RER linje C. En Corail Intercités kører fra Paris via Orléans til Montluçon, en Corail Téoz kører fra Paris til Cerbère via Orléans, og til sidst opereres en hel håndfuld TER-linjer, der tilsammen dækker hele strækningen Paris-Bordeaux.
TGV fra Paris til Bordeaux kører det første stykke vej på en særlig højhastighedslinje, LGV Atlantique, der omkring Tours fletter ind med denne "klassiske" strækning. TGV'en kører derefter videre på den klassiske strækning til Bordeaux. Denne ordning vil snart ophøre, da en forlængelse af højhastighedslinjen LGV Atlantique, kaldet LGV Sud Europe Atlantique, vil fortsætte fra Tours ned til Bordeaux uafhængigt af denne jernbanestrækning. LGV Sud Europe Atlantique åbner i år 2017.

## Rute
Strækningen forlader Paris-Gare d'Austerlitz i sydøstlig retning, hvor den løber langs med Seinen indtil Juvisy-sur-Orge. Lidt efter løber strækningen langs med den lille flod Orge. Efter Melun løber jernbanen igennem Fontainebleau-skoven. Efter Étampes krydser jernbanen Beauce-sletterne, indtil den når Orléans. Efter Orléans drejer strækningen sydvestom langs floden Loire. Den løber igennem Blois og Amboise, og krydser Loire i Montlouis, en forstad til Tours. Jernbanen drejer stik syd, og krydser floderne Cher og Indre. Omkring Châtellerault krydser den floden Vienne og fortsætter langs floden Clain, gennem byen Poitiers. 
Omkring Voulon forlader strækningen Clain-dalen, og løber i stedet ind i Charente-dalen. Den forlader floden Charente omkring Ruffec, men krydser den igen i Luxé, og kører igennem Angoulême. Den følger de små floder Tude og Dronne, indtil Coutras hvor den krydser floden Isle. Omkring Libourne krydser jernbanen Dordogne. I Cenon krydser strækningen Garonne, for at til slut løbe ind i endestationen Bordeaux-Saint-Jean.